# Познанський економічний університет
Державний економічний університет в Познані (пол. Uniwersytet Ekonomiczny w Poznaniu) — один із п'яти університетів народного господарства в Польщі.

## Історія
Університет був заснований у 1926 році як приватна Вища торгова школа в Познані, котру в 1938 році перейменували на Торговельну академію. У 1950 році її націоналізували і перейменували на Вищу економічну школу в Познані. Потім з 1974 року вона працювала як Економічна академія в Познані. Чинна назва з 27 грудня 2008 року.

## Відомі викладачі та студенти
- Тадеуш Грабський
- Філіп Анджей Качмарек
- Ян Кульчик
- Лех Конопиньский
- Владислав Русиньский
- Громослав Чемпиньський